# Nive River (Warrego River)
Der Nive River ist ein Fluss im Süden des australischen Bundesstaates Queensland. 
Er entspringt an den Westhängen des Mount Playfair, südlich der Salvador Rosa Section des Carnarvon-Nationalparks und fließt nach Westen bis rund zwölf Kilometer nördlich der Siedlung Manning. Dort wendet er seinen Lauf nach Süden, passiert die Stadt Augathella im Osten und mündet bei der Kleinstadt Barduthalla südlich von Augathella in den Warrego River.
Sein wichtigster Nebenfluss ist der Nivelle River.